# Liste der Schlaginstrumente
Die  Liste der Schlaginstrumente führt Schlaginstrumente auf.

## Becken, Zimbeln
| Name              | Alternativbezeichnung           | Verwendung                     | Herkunft            |
| ----------------- | ------------------------------- | ------------------------------ | ------------------- |
| Becken            |                                 | Populärmusik, Klassische Musik | Asien               |
| Chinabecken       | china cymbal                    | Populärmusik                   |                     |
| Crash-Ride-Becken | crash-ride cymbal               | Populärmusik                   | Europa oder Amerika |
| Crotales          | antike Zimbeln                  |                                |                     |
| Crashbecken       |                                 | Populärmusik                   |                     |
| Cups              | Bells                           | klassische Musik               | Europa oder Amerika |
| Gabelbecken       |                                 | Volksmusik                     | Asien               |
| Hi-Hat            | Sock cymbal                     | Populärmusik                   | Vereinigte Staaten  |
| Paarbecken        | Tschinellen, Teller, Handzimbel | Klassische Musik, Militärmusik | Osmanisches Reich   |
| Ridebecken        | ride cymbal                     | Populärmusik                   | Europa oder Amerika |
| Splashbecken      | splash cymbal                   | Populärmusik                   | Europa oder Amerika |
| Stacker           |                                 | Populärmusik                   | Europa oder Amerika |
| Stacks            |                                 | Populärmusik                   | Europa oder Amerika |
| Talam             |                                 | Volksmusik                     | Indien              |
| Tingsha           | ting shag                       | Volksmusik                     | Tibet               |
| Zil               |                                 | Musik der Türkei               | Türkei              |
| Zimbel            |                                 | Klassische Musik, Kirchenmusik | Asien               |

## Glocken
| Name                      | Alternativbezeichnung | Verwendung           | Herkunft               |
| ------------------------- | --------------------- | -------------------- | ---------------------- |
| Aalglocke                 |                       | Angeln               |                        |
| Agogô                     |                       | Samba, Capoeira      | Nigeria                |
| Alpenglocken              |                       | Volksmusik           | Deutschsprachiger Raum |
| Bauernglocke              | Stapelholmglocke      | Kommunikation        | Stapelholm             |
| Bauerschaftsglocke        |                       | Kommunikation        | Deutschland            |
| Bianbo                    |                       | Hofmusik             | China                  |
| Bienenkorbglocke          |                       | Kirchen              | Europa                 |
| Bo                        |                       | Religiöse Musik      | China                  |
| Chinesisches Glockenspiel | bianzhong             | Hofmusik             | China                  |
| Gankogui                  | gankoqui              | Volksmusik           | Afrika                 |
| Glocke                    |                       | Musik, Kommunikation | China                  |
| Kuhglocke                 | Cowbell               | Populärmusik         | Westafrika             |
| Zang                      | zang, zangak          | Volksmusik           | Asien                  |
| Zuckerhutglocke           |                       | Kirchen              | Europa                 |

## Gongs
| Name             | Alternativbezeichnung      | Verwendung                                 | Herkunft             |
| ---------------- | -------------------------- | ------------------------------------------ | -------------------- |
| Agung            | agong                      | Volksmusik                                 | Malaiischer Archipel |
| Bandai           | bebendai, babendai, bandil | Volksmusik                                 | Malaysia             |
| Bonang           |                            | Gamelan                                    | Java                 |
| Bronzetrommel    | Kesselgong                 | Ostasiatische Musik                        | Ostasien             |
| Dong-Son-Trommel |                            | Kultische Musik                            | Südostasien          |
| Gong             |                            | Populärmusik, Klassische Musik, Volksmusik | Südostasien          |
| Gong ageng       |                            | Volksmusik                                 | Indonesien           |
| Gong Rao         |                            | Volksmusik                                 | Thailand             |
| Kkwaenggwari     | kkaengmaegi                | koreanische Musik                          | Korea                |
| Kulintang        | kolintang                  | Volksmusik                                 | Philippinen          |
| Jing             |                            | Militärmusik                               | Korea                |
| Rol-mo           | rölmo                      | Tibetische Musik                           | Tibet                |
| Tamtam           | Chau Gong                  | Asiatische Musik, Populärmusik             | Ostasien             |

## Rasseln
| Name          | Alternativbezeichnung       | Verwendung                | Herkunft      |
| ------------- | --------------------------- | ------------------------- | ------------- |
| Axatse        |                             | Afrikanische Musik        | Ghana         |
| Cabasa        |                             | Lateinamerikanische Musik | Lateinamerika |
| Caxixi        |                             | Capoeira                  | Brasilien     |
| Donnerblech   | Folienrassel                | Klassische Musik          | Europa        |
| Eggshaker     | Eier                        | Populärmusik              |               |
| Maracas       | Rumba-Rasseln, Rumba-Kugeln | Lateinamerikanische Musik | Brasilien     |
| Rassel        |                             |                           |               |
| Rasseltrommel |                             |                           | Mesopotamien  |
| Regenmacher   | Regenstab                   | Latinmusik                | Chile         |
| Schellenkranz | Schellenring                | Populärmusik              |               |
| Shaker        |                             | Populärmusik              |               |
| Shékere       | Chekere                     | Afroamerikanische Musik   | Westafrika    |
| Sistrum       |                             | Rituelle Musik            | Mesopotamien  |

## Schlagstabspiele, Schlagröhrenspiele
| Name          | Alternativbezeichnung             | Verwendung                     | Herkunft          |
| ------------- | --------------------------------- | ------------------------------ | ----------------- |
| Carillon      | Glockenspiel (dt. Sprachgebrauch) | Kirchenmusik                   | Europa            |
| Chimes        | Wind Chimes                       | Jazz, Popmusik                 |                   |
| Glockenspiel  |                                   | Klassische Musik               | Deutschland       |
| Lyra          | Militär-Lyra                      | Militärmusik                   | Osmanisches Reich |
| Marimbaphon   | Marimba                           | Volksmusik, Klassische Musik   | Guatemala         |
| Metallophon   |                                   | Gamelan-Musik                  | Südostasien       |
| Röhrenglocken | Chimes                            | Klassische Musik               |                   |
| Vibraphon     | Vibrafon                          | Klassische Musik, Jazz         |                   |
| Xylophon      | Xylofon                           | Klassische Musik, Populärmusik | Asien, Afrika     |

## Schrapinstrumente
| Name        | Alternativbezeichnung | Verwendung                 | Herkunft      |
| ----------- | --------------------- | -------------------------- | ------------- |
| Güira       | Guira                 | Latinmusik                 | Lateinamerika |
| Guiro       |                       | Latinmusik                 | Mittelamerika |
| Holzfisch   | mokugyo               | Asiatische Musik           | Ostasien      |
| Klangfrosch |                       | Ostasiatische Musik        | Thailand      |
| Ratsche     | Rätsche               | Kommunikation, Bettelmusik | Mitteleuropa  |
| Schraptiger | Yü                    | Chinesische Musik          | China         |
| Waschbrett  |                       | Populärmusik               |               |

## Sonstige
| Name                      | Alternativbezeichnung      | Verwendung                                    | Herkunft                         |
| ------------------------- | -------------------------- | --------------------------------------------- | -------------------------------- |
| Amboss                    |                            | Klassische Musik                              |                                  |
| Angklung                  |                            | Volksmusik                                    | Java                             |
| Aufschlagröhren           |                            | Volksmusik                                    | Südostasien                      |
| Boomwhacker               |                            | Kindermusik, Performancekunst                 | Arizona                          |
| Caisa                     |                            | Calypso                                       | Deutschland                      |
| Celesta                   |                            | Klassische Musik                              | Frankreich                       |
| Caña Rociera              |                            | Spanische Musik                               | Spanien                          |
| Chácaras                  |                            | Volksmusik                                    | Kanarische Inseln                |
| Chimta                    |                            | Bhangra                                       | Indien                           |
| Clapstick                 |                            | Musik der Aborigines                          | Australien                       |
| Elektronisches Schlagzeug | E-Drums                    | Populärmusik                                  | Europa oder Amerika              |
| Flexaton                  |                            | Filmmusik                                     | Vereinigtes Königreich           |
| Gamelan                   |                            | Kunstmusik                                    | Südostasien                      |
| Garamut                   |                            | Zeremonielle Musik                            | Neuguinea                        |
| Hang                      |                            |                                               | Bern                             |
| Hackbrett                 |                            | Klassische Musik                              | Eurasien                         |
| Hillebille                |                            | Musik, Kommunikation                          | Eurasien                         |
| Holzblock                 | Woodblock                  | Latinmusik, asiatische Volksmusik, Neue Musik | Asien, Lateinamerika             |
| Jaltarang                 |                            | Volksmusik                                    | Indien                           |
| Kastagnetten              |                            | Tanzmusik                                     | Orient                           |
| Kinderklavier             | Spielzeugklavier           | Musik, Spiel                                  |                                  |
| Klangstäbe                | Claves, Klangstäbe         | Latinmusik                                    | Afrika                           |
| Klavier                   | Piano                      | Klassische Musik, Populärmusik                | Eurasien                         |
| Klepper                   | Klapper, Raschpel          | Volksmusik                                    | Deutschsprachiger Raum           |
| Lamellophon               | Kalimba                    | Afrikanische Musik                            | Afrika                           |
| Löffel                    |                            | Volksmusik                                    | Russland                         |
| Mak Kapkaep               | Krap Khu                   | Volksmusik                                    | Thailand                         |
| Peitsche                  | Frusta                     |                                               |                                  |
| Quijada                   | Vibraslap                  | Populärmusik                                  | Lateinamerika                    |
| Rute                      |                            | Musik                                         | Osmanisches Reich                |
| Scabellum                 | krupalon                   | Tänze, Theater                                | Griechenland                     |
| Schlagkasten              |                            | Volksmusik                                    | China                            |
| Schlagzeug                | Drum set                   | Populärmusik                                  | Vereinigte Staaten               |
| Steel Pan                 | Steel Drum                 | Karibische Musik                              | Trinidad                         |
| Steel Tongue Drum         | Steel Slit Drum, Tank Drum |                                               | Vereinigte Staaten               |
| Tanzglockenspiel          |                            | Öffentlicher Raum                             | Mitteleuropa                     |
| Templeblock               | Tempelblock                | Prozessionsmusik                              | Ostasien                         |
| Teufelsgeige              | Deiwelsgeije, Bumbass      | Unterhaltungsmusik                            | Europa                           |
| Triangel                  |                            | Klassische Musik                              | Europa                           |
| Txalaparta                |                            | Volksmusik                                    | Baskenland                       |
| Udu                       | Kimkim                     | Unterhaltungsmusik                            | Nigeria                          |
| Warnklapper               | Lazarusklapper             | Kommunikation                                 | Europa                           |
| Wassertrommel             |                            | Volksmusik                                    | Afrika, Südostasien, Nordamerika |
| Waterphone                |                            | Experimentelle Musik, Filmmusik               | Vereinigte Staaten               |
| Zymbal                    | Cimbalom                   | Volksmusik                                    | Budapest                         |